# Jesús de Atenas
Jesús es un distrito del cantón de Atenas, en la provincia de Alajuela, de Costa Rica.

## Geografía
Jesús cuenta con un área de 18,11 km² y una altitud media de 874 m s. n. m.

## Demografía
Para el año 2022, Jesús cuenta con una población estimada de 4371 habitantes, y para el último censo efectuado, en 2011, Jesús contaba con una población de 3631 habitantes.

## Localidades
- Barrios: Guacalillo, Sabanalarga, San Vicente.
- Poblados: Barroeta, Boca del Monte, Cuajiniquil, Estanquillos, Pato de Agua (parte).

## Transporte

### Carreteras
Al distrito lo atraviesan las siguientes rutas nacionales de carretera:
- Ruta nacional 3
- Ruta nacional 27
- Ruta nacional 707
- Ruta nacional 713